# Officina Meccanica della Stanga

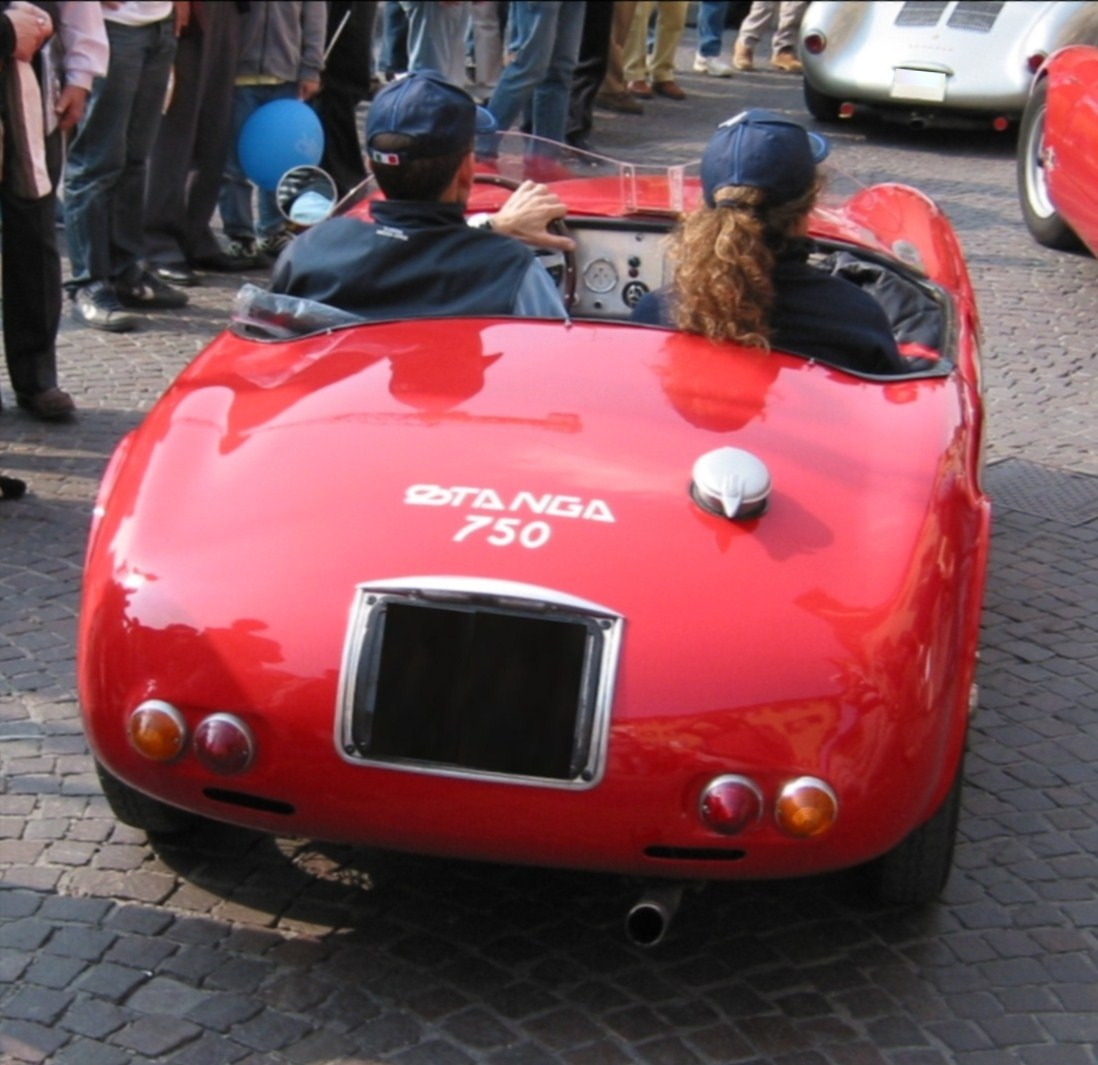
Stanga von 1951

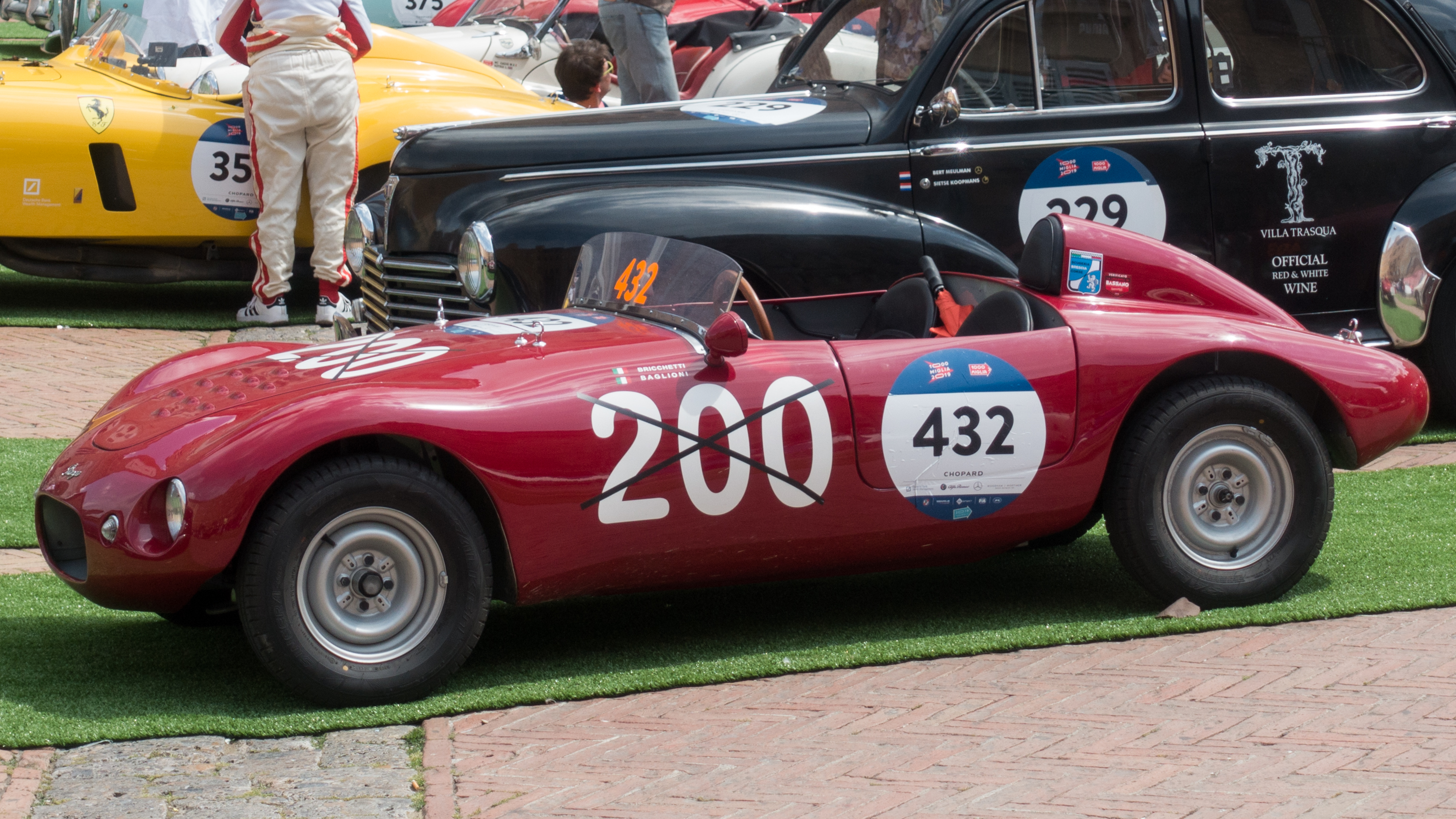
Stanga 750 S (1956) während der Mille Miglia 2019

Officina Meccanica della Stanga war ein italienischer Hersteller von Sportwagen.

## Unternehmensgeschichte
Die Brüder Gianfranco, Sandro und Camillo Stanga gründeten 1949 in Manerbio das Unternehmen zur Fertigung von Sportwagen her. Der Markenname lautete Stanga. Fahrwerke von Fiat wurden verfeinert, mit Motoren von Giannini und Karosserien von Motto ausgestattet und abgestimmt. 1956 endete die Produktion.
Eine Verbindung zum bedeutenden Straßenbahn- und Omnibushersteller mit dem gleichen Namen Officina Meccanica della Stanga (OMS) in Padua, das von 1920 bis 2003 existierte, ist nicht bekannt. Es wurde 1993 in den Schienenfahrzeughersteller-Konzern Firema Trasporti S.p.a. eingegliedert.

## Fahrzeuge
In den Sportwagen kamen Vierzylindermotoren mit zwei obenliegenden Nockenwellen von Giannini zum Einsatz, dessen Basis der Motor des Fiat 500 Topolino war. Der aufgebohrte Hubraum betrug 600 cm³ bzw. 750 cm³. Eine Quelle nennt Rohrrahmen von Gilco Design als Basis für das Fahrwerk. Laut zweier Quellen entstanden sieben Fahrzeuge.
Das erste Auto erhielt eine Barchetta-Karosserie von Cervi & Corna aus Brescia, die folgenden bekamen Aufbauten von Motto. Ein einzelnes Fahrzeug wurde mit einem Achtzylindermotor des Fiat 8V sowie einer Coupé-Karosserie von Motto ausgestattet.

## Renneinsätze
Die Fahrzeuge wurden 1950, 1951, 1953, sowie 1957 bei der Mille Miglia eingesetzt.